# Цоу
Цоу (цоуська мова: Cou; кит.: 鄒; піньїнь: Zōu; Wade–Giles: Tsou) — корінний народ центрального південного Тайваню. Він належать до австронезійської етнічної групи, проживає в повітах Цзяї та Наньтоу.
Цоу налічують близько 6 000 осіб, приблизно 1,19 % від загальної кількості корінного населення Тайваню, що робить їх сьомою за чисельністю групою корінного населення. Іноді їх плутають з народом Тао з озера Сонце-Місяць .

## Історія

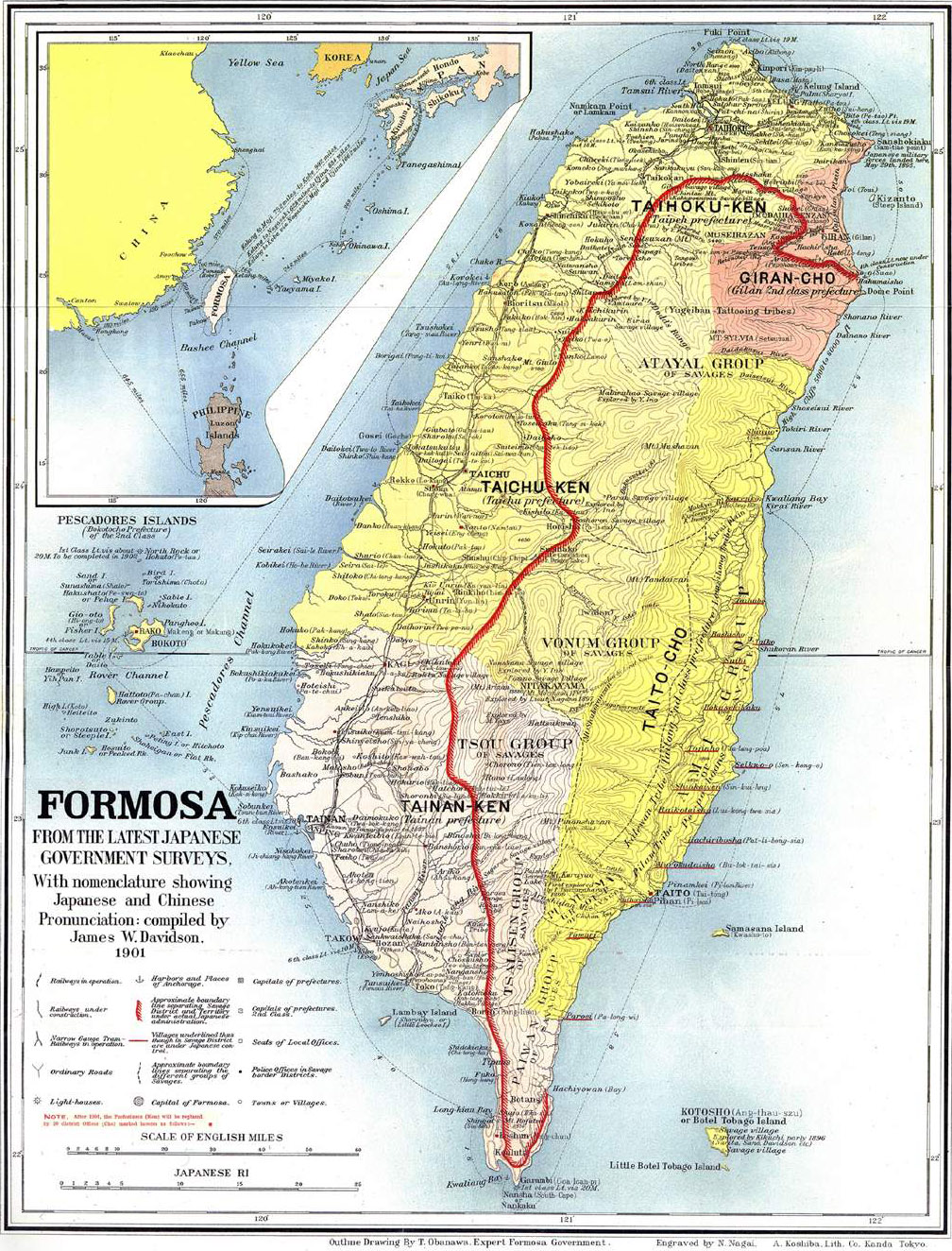
Тайвань у 1901 році, з Цоу, позначеним як «Група Цоу».

Цоу традиційно проживають в районі Алішань. Їхні багаті усні історії описують міграції предків кожного стародавнього клану в територію між Юйшань і рівниною Чіанан. Спочатку кожен клан мав власне поселення, а перше багатокланове місто, Тфуя, утворилося приблизно в 1600 році нашої ери.
Найдавніша письмова згадка про Цоу датується періодом голландської окупації, де описується, що багатокланове поселення Тфуя у 1647 році налічувало приблизно 300 осіб. Етнологи намагалися реконструювати розвиток Тфуя, припускаючи, що кожен етап міграції клану може бути еквівалентним трьом або чотирьом поколінням сім'ї. Інша формозанська група бунунського походження, яка називається такопулани, як повідомляється, жила в тому самому районі, але була поглинена цоу. Найбільше їх поселення в 1647 році налічувало 450 осіб. Під час японського колоніального періоду було зареєстровано чотири групи цоу: Тфуя, Тапанґо, Імуку та Лухту.

## Відоммі цоу
- Франческа Као, актриса, співачка і телеведуча. Її рідне ім'я — Paicʉ Yatauyungana.
- Тан Ланьхуа (湯蘭花), тайванська співачка та актриса. Її рідне ім'я Юрунана Даніїв.
- Тібусунгу'е Ваяяна, заступник міністра Ради корінних народів.
- Айкатеріні Сайні (湯蘭花), тайванська співачка та вчителька математики. Її рідне ім'я Сайні Цоу.